# MS Scandinavian Star
El MS Scandinavian Star (originalmente MS Massalia) fue un ferri construido en Francia en 1971. El barco sufrió un incendio el 7 de abril de 1990 el cual provocó la muerte de 159 personas, con la investigación oficial declarando como responsable del siniestro a un pirómano convicto que pereció en el desastre, aunque este hecho ha sido cuestionado.

## Historia

### Etapa inicial
En principio llamado MS Massalia, el barco fue construido por Dubigeon-Normandie SA en 1971 y entregado a la Compagnie de Paquebots, la cual lo destinó a la ruta Marsella-Málaga-Casablanca, funcionando a su vez como crucero por el Mar Mediterráneo. Para 1984 el buque había pertenecido a varias compañías y había sido rebautizado como Stena Baltica, Island Fiesta y, finalmente, Scandinavian Star, nombre otorgado por Scandinavian World Cruises. El barco fue alquilado para realizar cruceros entre San Petersburgo/Tampa (Florida, Estados Unidos) y Cozumel (Quintana Roo, México).

### Incendios previos
El Scandinavian Star ya había sufrido otros incendios a lo largo de su existencia. Durante la investigación del desastre de 1990 se descubrió que habían tenido lugar varios incendios sin registrar en 1985 provocados por una freidora y dos más en 1988, el primero a causa de una tubería de lubricación rota. El 15 de marzo de 1988 el Scandinavian Star se encontraba alrededor de 50 millas náuticas (90 km) al noreste de Cancún cuando se produjo un incendio en la sala de máquinas. El buque, con 439 pasajeros y 268 miembros de la tripulación a bordo, perdió el suministro de energía así como el sistema de oxígeno de emergencia, lo que obstaculizó la labor del equipo de bomberos. La incapacidad de la tripulación de comunicarse con eficacia entre sí y con los pasajeros provocó confusión durante las labores de extinción y evacuación.

### Desastre de 1990
En 1990, el Scandinavian Star fue puesto de servicio en la ruta Oslo-Frederikshavn para la compañía noruega DA-NO Linjen. Debido a que el buque había sido transformado de barco casino a ferri de pasajeros, la nueva tripulación tuvo que ser entrenada en tan solo diez días (el periodo normal de entrenamiento debería haber oscilado entre seis y ocho semanas teniendo en cuenta las dimensiones del barco). Muchos de los miembros de la tripulación no hablaban inglés, noruego o danés, lo que reducía la efectividad de una respuesta en caso de emergencia. Erik Stein, técnico líder para la aseguradora marítima noruega Assuranceforeningen Skuld, había inspeccionado el buque y lo había declarado deficiente ante un incendio, citando las puertas cortafuego como defectuosas entre otros aspectos.
Durante la noche del 7 de abril, cerca de las 2:00 hora local, se inició un incendio el cual fue descubierto por un pasajero, quien alertó de ello en recepción. El fuego se extendió desde la cubierta 3 a la 4 debido a que las escaleras y los techos actuaron como chimeneas, deteniéndose en la cubierta 5. Pese a que los mamparos estaban hechos de acero con paredes de asbesto, los mismos se hallaban cubiertos con un motivo ornamental consistente en un laminado de resina de melamina, material que en análisis posteriores demostraría ser altamente inflamable y una de las causas de que el fuego se expandiera a lo largo de la cubierta 3 y alcanzase posteriormente las cubiertas 4 y 5. Sumado a lo anterior, las láminas en llamas liberaron cianuro de hidrógeno y monóxido de carbono. Cuando el capitán, Hugo Larsen, tuvo conocimiento del incendio, intentó cerrar las puertas cortafuegos de la cubierta 3. No obstante, estas puertas no estaban diseñadas para cerrarse automáticamente por completo y no respondieron debido a que las alarmas de incendio próximas a ellas no fueron accionadas manualmente por los pasajeros o la tripulación. Cerca se hallaba un área de almacenamiento de vehículos aireada con grandes ventiladores los cuales hacían circular el aire a través de una puerta cortafuegos deficientemente asegurada, lo que provocó el rápido avance de las llamas de la cubierta 3 a las cubiertas 4 y 5 mediante las escaleras situadas en los extremos. Larsen ordenó posteriormente a la tripulación apagar el sistema de ventilación al darse cuenta de que el mismo estaba alimentando el fuego; esto facilitó sin embargo que el humo pudiese penetrar en los camarotes de los pasajeros a través de las rejillas de ventilación de las puertas. Algunas de las víctimas intentaron huir del humo refugiándose en zonas como armarios o baños, mientras que algunas siguieron durmiendo en sus camas, aunque finalmente murieron por intoxicación. Quienes trataron de escapar posiblemente se toparon con una densa humareda, lo que tal vez provocó que se desorientasen (la falta de preparación de la tripulación pudo contribuir a su vez a la magnitud del desastre).
Los investigadores han propuesto varias razones por las cuales muchos pasajeros no fueron evacuados con seguridad:
- Varias personas probablemente no oyeron las alarmas debido a la distancia entre estas y sus camarotes, así como también a causa del ruido de la maquinaria del buque.

- Algunas víctimas tal vez no pudieron encontrar una salida debido a la densa humareda, la cual pudo llegar a ocultar por completo las señales y las vías de escape.

- Los paneles de melamina en llamas en los pasillos liberaron cianuro de hidrógeno y monóxido de carbono, provocando la rápida pérdida de conocimiento y posterior muerte.

- Numerosos miembros de la tripulación de origen portugués no hablaban ni entendían inglés, noruego o danés ni habían participado nunca en simulacros de incendio. Solo unos pocos pensaron en ponerse mascarillas antes de ingresar en los pasillos llenos de humo.

- En la cubierta 5, donde se produjeron más muertes, los pasillos presentaban un diseño el cual contenía varios callejones sin salida.

El capitán ordenó activar las alarmas generales, pidió a todo el mundo abandonar el barco, y envió un mayday. Tanto Larsen como la tripulación abandonaron el buque antes de que todos los pasajeros hubiesen sido evacuados, quedando muchos de ellos aún a bordo después de que el barco fuese remolcado al puerto de Lysekil, en Suecia, donde los bomberos extinguieron el fuego en diez horas.

#### Víctimas
Larsen declaró que el ferri transportaba 395 pasajeros y 97 miembros de la tripulación al momento del incendio. Posteriormente se determinó que 158 personas, o aproximadamente un tercio del total de pasajeros, pereció en el siniestro (136 fallecidos eran noruegos). A mayores, una de las víctimas moriría dos semanas después del desastre a causa de las heridas.
Muchos cadáveres resultaron dañados por el fuego, motivo por el que más de 100 especialistas trabajaron en la identificación de todos los restos hallados por técnicos de la policía y por patólogos y dentistas forenses. Inicialmente se informó que muchos de los cuerpos descubiertos pertenecían a niños, si bien la policía sueca declaró que los menores de 7 años no habían sido incluidos en la lista de pasajeros, provocando este hecho confusión en el recuento de víctimas mortales.

#### Investigación
Una investigación policial en Oslo centró inicialmente sus sospechas en Erik Mørk Andersen, un camionero danés que falleció en el incendio y acarreaba tres condenas por incendio provocado. Una investigación posterior realizada en 2009 estableció que en el buque se produjeron varios focos independientes y que, por consiguiente, debía haber más personas implicadas, sobre todo si no estaban familiarizadas con el diseño del barco. Por su parte, un informe de 2013 elaborado por un grupo noruego denominado «Stiftelsen Etterforskning Av Mordbrannen Scandinavian Star» («Fundación para la Investigación del incendio provocado del Scandinavian Star») negó que Andersen fuese el responsable, afirmando a su vez el inicio de varios incendios de forma deliberada y la muerte de Andersen en uno de los dos primeros focos (nueve horas antes del estallido del último foco). Este informe declaró a su vez que hasta nueve miembros de la tripulación, ya en plantilla durante la actividad del buque en Tampa, habían sido responsables de seis incendios en el Scandinavian Star así como de múltiples actos de sabotaje tanto al barco como a los esfuerzos de sus compañeros por extinguir el fuego. El informe planteó fraude al seguro como móvil del incendio (el buque fue asegurado en dos veces su valor poco antes del desastre), manifestando además que se requirieron varias personas con conocimiento interno del barco para que los eventos se desarrollaran como lo hicieron. Este controvertido informe, pese a no ser oficial, despertó un renovado interés en las autoridades; en 2014, la investigación fue reabierta y los cargos contra Andersen retirados.
En marzo de 2015, el Parlamento de Noruega decidió eliminar el estatuto de limitaciones para los incendios provocados con el fin de que la investigación y el enjuiciamiento penales siguiesen siendo posibles para el caso del Scandinavian Star. Por su parte, en febrero de 2016 el investigador danés retirado Flemming Thue Jensen, quien había dirigido la investigación en 1990, declaró que el incendio había sido sabotaje y que el mismo había sido provocado por miembros de la tripulación; que las puertas cortafuegos habían sido abiertas para permitir la expansión del fuego; y que un tercer incendio tuvo lugar después de que el barco hubiese sido evacuado y que el mismo fue causado por miembros de la tripulación al empapar colchones con combustible diésel.

#### Cambios en el Código internacional de sistemas de seguridad contra incendios
El desastre del Scandinavian Star planteó una serie de problemas relacionados con la protección contra incendios y la evacuación en los barcos de pasajeros. En consecuencia, el Código internacional de sistemas de seguridad contra incendios del SOLAS fue corregido íntegramente en 1992.

### Rescate y servicio posterior

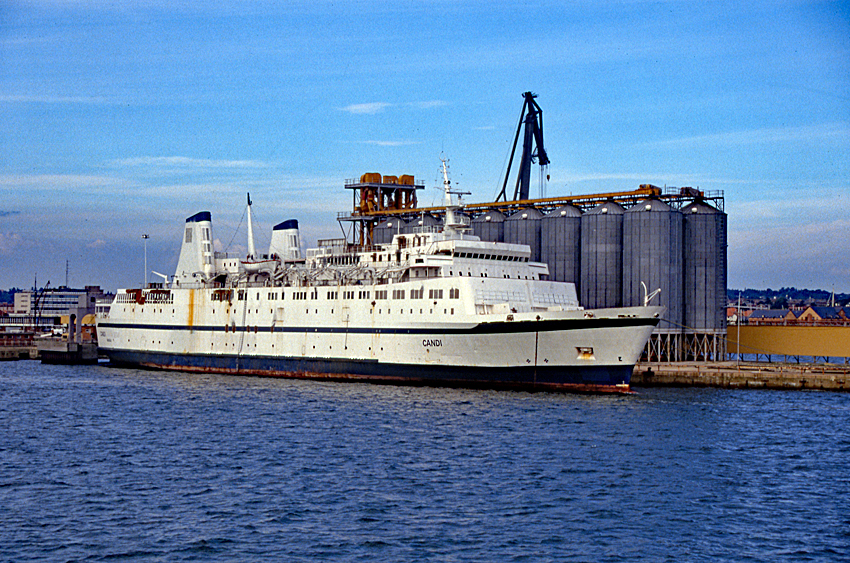
El Scandinavian Star (renombrado Candi) en Southampton tras el incendio.

El buque fue remolcado a Copenhague el 18 de abril de 1990, llegando dos días después y permaneciendo allí varios meses. El 11 de agosto fue llevado al Reino Unido, en primer lugar a Kingston upon Hull y después a Southampton el 10 de septiembre, donde fue renombrado como Candi simplemente cubriendo con pintura parte del nombre original. En febrero de 1994 fue vendido en una subasta a International Shipping Partners y rebautizado como Regal Voyager para después ser enviado a Italia con el fin de ser reconstruido, siendo posteriormente alquilado a Comarit-Ferry y puesto de servicio en la ruta entre Tánger y Port-Vendres.
En 1997 el barco fue registrado por St. Thomas Cruises y colocado en la ruta entre Port Isabel (Texas) y Puerto Cortés (Honduras) para Isabel Cortes Ferry Service. Alquilado a Ferries del Caribe en 1999, el buque fue puesto en la ruta Santo Domingo (República Dominicana)-San Juan (Puerto Rico). El barco estuvo fuera de servicio en Charleston (Carolina del Sur) en 2003, siendo vendido a un desguace indio en 2004 y renombrado como Regal V. Llegó a Alang (Gujarat, India) el 14 de mayo de 2004, empezando las labores de despiece cinco días después.

## Memoriales

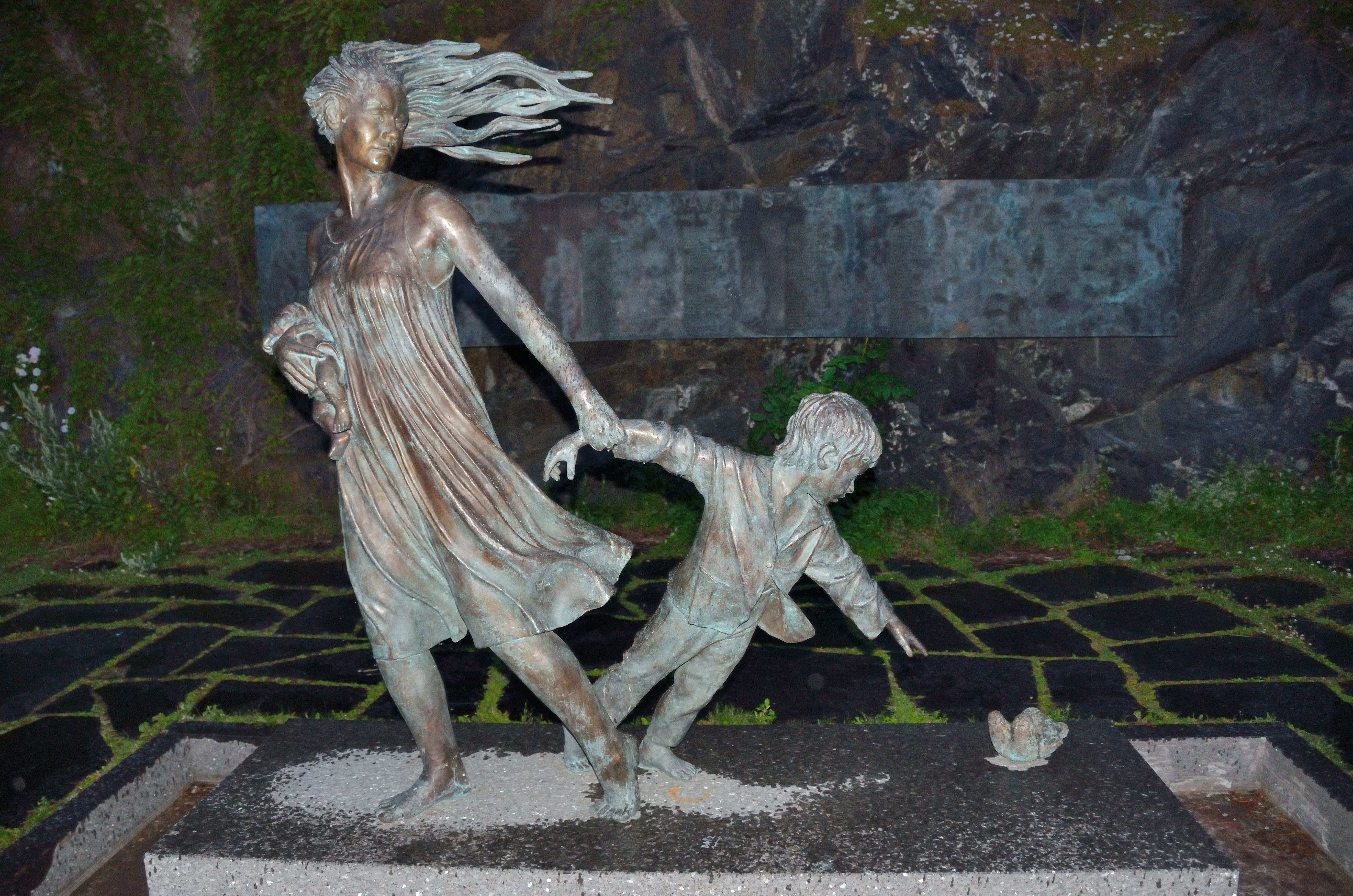
Memorial en recuerdo de la tragedia en Oslo.

Poco después del desastre se organizó un viaje conmemorativo de dos días por un grupo de apoyo, clérigos y psicólogos con el objetivo de recordar a las víctimas y ayudar a los supervivientes y sus familias. En el viaje participaron alrededor de 300 personas, quienes arrojaron flores al mar del Norte durante la puesta de sol.
El 7 de abril de 2006 se inauguró un memorial en Oslo, cerca de la fortaleza de Akershus. La obra muestra las estatuas en bronce de una mujer cargando un bebé y tratando de llevar consigo a un niño pequeño que se dispone a ir en dirección contraria para recoger un oso de peluche caído en el suelo, figurando así mismo una placa con los nombres de las víctimas.
En 2015, con motivo del 25.º aniversario de la tragedia, la reina Sonia de Noruega, la primera ministra Erna Solberg, el alcalde de Oslo Fabian Stang, y el embajador de Dinamarca en Noruega Torben Brylle, rindieron tributo a las víctimas y a los supervivientes en una ceremonia frente al mar. Por su parte, un memorial permanente fue inaugurado en Lysekil el 13 de mayo de 2021, coincidiendo con el Día de la Ascensión y la Fiesta del Fin del Ayuno.

## Documental y posible reapertura del caso
En 2020, la DR, la NRK y el canal TV4 emitieron el documental de seis horas Scandinavian Star, basado en el libro del periodista de Politiken Lars Halskov titulado Branden - Gåden om Scandinavian Star (El fuego - El enigma del Scandinavian Star). El documental relató los hechos con gran detalle y reveló una gran cantidad de información acerca de lo ocurrido la noche del incendio; el por qué la verdad sobre el Scandinavian Star nunca ha sido revelada; cómo las autoridades han defraudado a las víctimas; y la falta de investigaciones policiales sobre los hechos:
- Contrario a las autoridades, numerosos expertos en incendios creen que hubo al menos cuatro focos iniciados en diferentes momentos esa noche en vez de uno solo que se propagó por el barco. Señalan que entre las evidencias que sugieren esto se encuentra el hecho de que la misma sección del barco ardió en dos ocasiones y que los bomberos suecos sostienen que el fuego fue extinguido mientras el buque era remolcado a Lysekil, si bien estalló un gran incendio en una zona completamente distinta cinco horas después de que el barco atracase.

- No hay pruebas que sugieran que Erik Mørk Andersen iniciase ninguno de los focos, además de que su muerte se produjo durante el segundo incendio.

- Varios expertos y el principal investigador de la autoridad marítima danesa Flemming Thue Jensen no creen que el incendio fuese obra de un pirómano. Todos los focos fueron iniciados por profesionales que sabían lo que hacían y conocían a fondo el diseño del barco. Cuando estalló el segundo incendio, dos puertas cortafuego habían sido bloqueadas para impedir que se cerrasen, una con dos colchones y la otra con un gran bloque de hormigón solo accesible para los miembros de la tripulación. Mantener estas dos puertas abiertas aseguró la rápida propagación del fuego puesto que mantuvo el flujo de aire desde la cubierta por debajo del incendio, lo que provocó un efecto chimenea, mientras que el foco fue iniciado en un lugar del buque cuya ventilación permitía que el fuego alcanzase fácilmente otras plantas así como el extremo opuesto del barco.

- El Scandinavian Star fue oficialmente adquirido por Henrik Johansen por un precio de US$21,7 millones e inmediatamente asegurado por un valor de US$24 millones por la compañía Fjerde Sø. Tan solo una semana antes el buque había sido vendido por apenas US$10 millones a SeaEscape Ltd., posible indicativo de fraude al seguro, aunque este hecho nunca fue debidamente investigado por las autoridades. Un representante sueco de PolFerries, quien había estado interesado en adquirir el barco en 1990, declaró que el Scandinavian Star era «un caballo de tres patas» y que su valor no se acercaba ni a los US$20 millones debido, al menos en parte, a su pobre mantenimiento y a que no era un ferri Ro-Ro. Esto último suponía un grave inconveniente para un buque que transportaba vehículos puesto que todos ellos tienen que dar marcha atrás en el ferri cuando este llega en vez de continuar hacia el otro extremo del barco.

- La madrugada del 7 de abril, mientras los bomberos trataban de extinguir el fuego, cuatro miembros de la tripulación fueron llevados de vuelta al barco en helicóptero: el maquinista jefe, otro maquinista, el electricista jefe y el capitán Hugo Larsen. Los cuatro declararon que querían ayudar, aunque la actitud del maquinista jefe y el electricista jefe resultó altamente sospechosa. En una ocasión, el electricista jefe pateó las cuñas que había debajo de las puertas cortafuegos en un intento por cerrarlas (estas cuñas habían sido colocadas por los bomberos por su propia seguridad). A mayores, los cuatro desaparecieron repentinamente y no volvieron a ser vistos por los bomberos.

- De acuerdo con numerosos bomberos y rescatistas suecos, tres desconocidos emergieron del buque durante la noche rumbo al puerto de Lysekil y desaparecieron antes de que se pudiese alertar a la policía. Poco después estalló un gran incendio en la zona frontal del restaurante el cual alcanzó temperaturas tan elevadas que se necesitaron otras doce horas para extinguir las llamas. Según la brigada de incendios, no se habían producido incendios previos en ninguna de las zonas aledañas al restaurante.

- Varios focos de origen sospechoso habían afectado tanto al Scandinavian Star como a sus buques hermanos durante sus viajes por el Caribe. En 1984, un incendio destruyó por completo el barco, reduciendo su valor a cero, lo que se tradujo en la indemnización del valor total del buque por parte del seguro.

- El Scandinavian Star se encontraba lejos de estar en condiciones de navegar cuando empezó a alojar pasajeros el 1 de abril de 1990, dándose además baja prioridad a su seguridad. Mientras el barco estuvo anclado en Cuxhaven (Alemania) en marzo, un inspector de la aseguradora noruega Assuranceforeningen Skuld examinó el ferri y dio instrucciones específicas de que numerosas deficiencias debían ser reparadas antes de que el buque pudiese obtener un seguro de responsabilidad civil y viajar con pasajeros. Entre los problemas detectados se encontraban el cierre defectuoso de las puertas cortafuego, rociadores oxidados que no se pudieron probar, una puerta cortafuegos reemplazada por una nada efectiva puerta de cristal y la ausencia de un simulacro de incendio. Pese a ello, la aseguradora terminó emitiendo un seguro de responsabilidad.

- De acuerdo con las autoridades marítimas danesas y noruegas, ninguna de ellas fue informada sobre el Scandinavian Star, motivo por el que no se llevó a cabo ninguna inspección antes del 7 de abril. Según la autoridad marítima danesa, el barco fue registrado en Nasáu (Bahamas) y, en consecuencia, obligado únicamente a cumplir con la regulación en materia de seguridad del país, mucho más indulgente. Sin embargo, el exsecretario y presidente de la Asociación de Marinos de Dinamarca, Henrik Berlau, reveló en el documental que las autoridades marítimas danesas sabían que el Scandinavian Star no estaba preparado para transportar pasajeros desde antes de que el buque fuese asignado a su ruta la primera semana de abril de 1990. Las autoridades optaron no obstante por mantener este hecho en secreto tras la tragedia debido a que podría haber acarreado responsabilidades al país por daños y perjuicios. Berlau sostiene que su fuente de información es el antiguo gerente de las autoridades marítimas y que estas pospusieron la inspección legal por dos semanas (el barco se incendió antes de que el examen fuese programado). Las autoridades marítimas han condenado las declaraciones de Berlau, afirmando no haber hallado pruebas documentales que sugiriesen que algún empleado hubiese visto el barco.

El documental condujo a que el parlamento danés votase el 9 de mayo de 2020 el inicio de una audiencia gubernamental. Entre las cuestiones se encontraban el estado del caso y qué se estaba haciendo para lograr el cierre del mismo.